# Shunsuke Izumiya
Pour les articles homonymes, voir Ross.
Shunsuke Izumiya (泉谷 駿介, Izumiya Shunsuke, né le 26 janvier 2000 dans la Préfecture de Kanagawa) est un athlète japonais spécialiste du 110 mètres haies. 

## Biographie
Il se classe troisième des Championnats du monde juniors d'athlétisme 2018 et troisième des Universiades d'été de 2019.
Le 27 juin 2021, lors des Championnats du Japon d'athlétisme à Osaka, Shunsuke Izumiya remporte le titre national en 13 s 06 (vent favorable de 1,2 m/s) et améliore de 10/100e de seconde le record national établi quelques semaines plus tôt par son compatriote Taiō Kanai.
En 2023 il remporte son 3e titre national consécutif et abaisse son record du Japon à 13 s 04. Il termine 5e des Championnats du monde.

## Palmarès
| Date | Compétition               | Lieu     | Résultat | Épreuve          | Temps   |
| ---- | ------------------------- | -------- | -------- | ---------------- | ------- |
| 2018 | Championnats du monde U20 | Tampere  | 3e       | 110 m haies (99) | 13 s 38 |
| 2019 | Universiades              | Naples   | 3e       | 110 m haies      | 13 s 49 |
| 2023 | Championnats du monde     | Budapest | 5e       | 110 m haies      | 13 s 19 |

## Records
| Épreuve          | Temps        | Lieu  | Date         |
| ---------------- | ------------ | ----- | ------------ |
| 60 mètres haies  | 7 s 50 (NR)  | Osaka | 17 mars 2023 |
| 110 mètres haies | 13 s 04 (NR) | Osaka | 4 juin 2023  |